# Лабурівський заказник

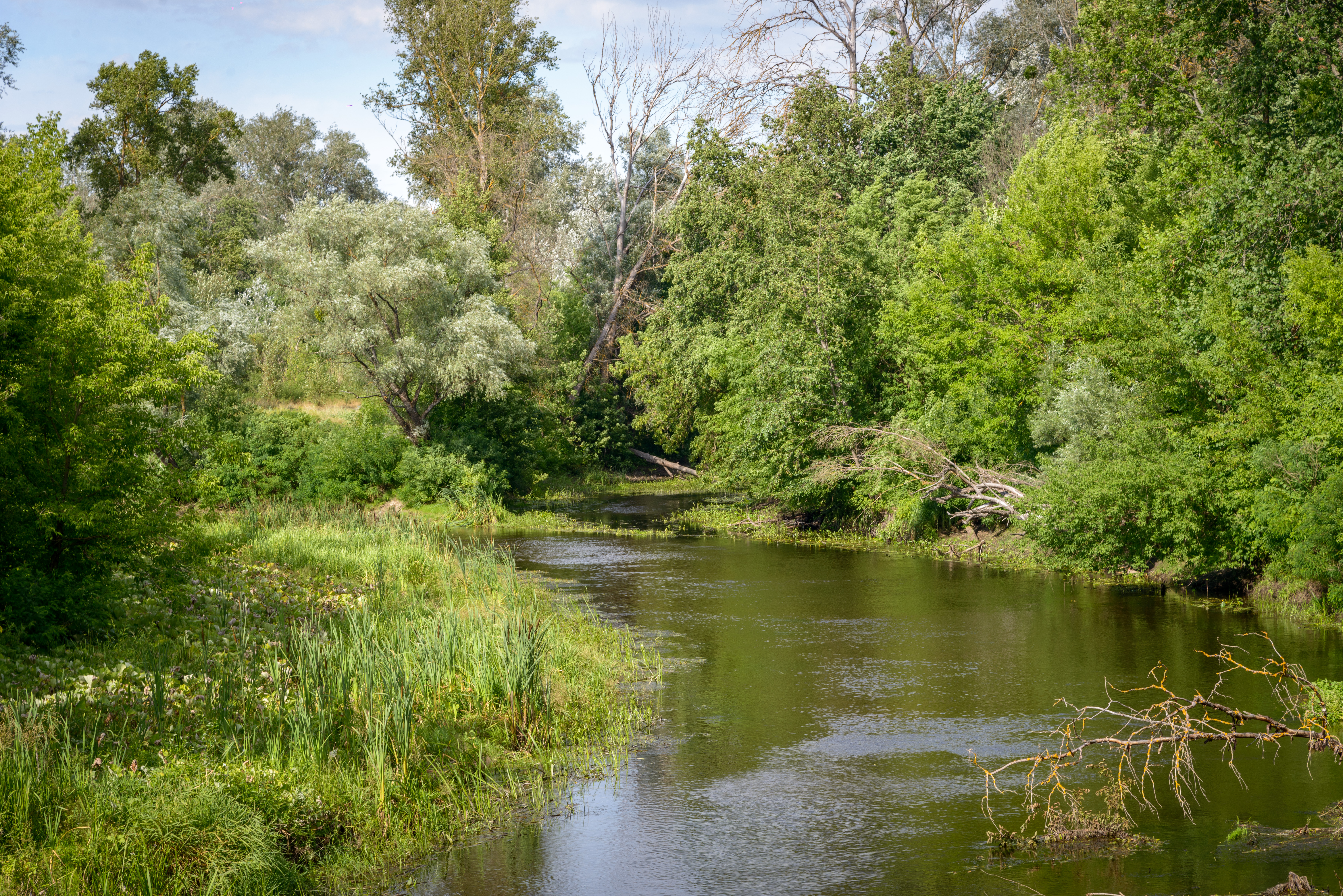

Лабурі́вський зака́зник — орнітологічний заказник місцевого значення в Україні. Розташований у межах Полтавського району Полтавської області, на північ від села Лабурівка.
Площа 50 га. Статус присвоєно згідно з рішення облради від 27.10.1994 року. Перебуває у віданні: Милорадівська сільська рада.

Статус присвоєно для охорони журавля сірого — виду, занесеного до Червоної книги України. Територія заказника охоплює типовий лучно-болотний природний комплекс у заплаві річки Мерли неподалік від її впадіння у Ворсклу.